# Natație la Jocurile Olimpice de vară din 1896 - 500 m liber (masculin)
Proba de natație 500 de metri liber masculin a fost una dintre cele patru probe de înot din programul de la Jocurile Olimpice de vară din 1896.
Doar trei înotători s-au înscris în proba de 500 de metri liber. Paul Neumann a adăugat prima medalie de aur a Austriei la argintul lui Herschmann. Alfréd Hajós, câștigătorul probei de 100 de metri, intenționa să participe la cele trei probe de înot liber, dar nu a concurat la 500 de metri, deoarece aceasta a început imediat după cea de 100 de metri. Chorophas a fost singurul înotător care a concurat în toate cele trei probe.

## Context
Aceasta a fost singura dată când proba de 500 de metri liber a fost inclusă la Jocurile Olimpice, în 1900 s-au desfășurat probe de 200 și de 1000 de metri, iar proba de 400 de metri, devenită standard, a debutat în 1904 (în yarzi, doar pentru acele Jocuri).

## Formatul competiției
Această competiție de înot în stil liber a presupus o singură cursă, în care toți înotătorii au concurat în același timp. Înotătorii au fost duși cu vaporul în golf, de unde au înotat spre țărm.

## Program
| Dată                     | Dată                    | Oră   | Etapă  |
| Gregorian                | Iulian                  | Oră   | Etapă  |
| ------------------------ | ----------------------- | ----- | ------ |
| Sâmbătă, 11 aprilie 1896 | Sâmbătă, 30 martie 1896 | 11:00 | Finală |

## Finală
| Loc | Sportiv             | Țară    | Timp       |
| --- | ------------------- | ------- | ---------- |
| 1   | Paul Neumann        | Austria | 8:12,6     |
| 2   | Antonios Pepanos    | Grecia  | 9:57,6     |
| 3   | Efstathios Chorafas | Grecia  | Necunoscut |